# Список птиц, отмеченных в национальном парке Грейт-Смоки-Маунтинс
Значительный перепад высот, разнообразие ландшафтов и биотопов в Грейт-Смоки-Маунтинс (как и регионе Южных Аппалачей в целом) способствуют богатому орнитологическому разнообразию в этом регионе. В общей сложности в различные периоды года на территории парка отмечено свыше 240 видов птиц, из которых почти 120 (в том числе 52 главным образом неотропических) гнездится. Шестьдесят видов встречаются в парке круглогодично. Парк также является важнейшим «перевалочным пунктом» для многих перелётных видов, которые выбирают его для отдыха и подкормки во время сезонной миграции из более северных широт в южные и обратно. Ниже представлен список птиц, отмеченных в национальном парке Грейт-Смоки-Маунтинс. 
Условные обозначения:
- По времени года:
  - R — Постоянный обитатель
  - S — Встречается летом
  - M — Встречается на пролёте
  - W — Встречается зимой

- По частоте наблюдений:
  - A — Обычный вид: наблюдение свыше 25 особей в день в подходящий сезон
  - C — Достаточно обычный вид: 5-25 особей в день в подходящий сезон
  - F — Распространённый вид: по крайней мере 1 особь в день в подходящий сезон
  - U — Нечастый вид: более одного раза в год
  - O — Случайный вид: один раз и реже в год
  - X — Редкий вид: хотя бы однажды наблюдался в парке, но в целом нетипичен для данного района

- Особые условия:
  - cc — Только в долине Cades Cove
  - he — Только в среднем и верхнем ярусе гор (выше 1000 м над уровнем моря)
  - ri — Реинтродуцирован

- Гнездится на территории парка
- Предположительно гнездится на территории парка

## Гагарообразные
| №  | Вид                                                   | Характер пребывания | Изображение |
| -- | ----------------------------------------------------- | ------------------- | ----------- |
| 1. | Краснозобая гагара Gavia stellata Семейство:Гагаровые | XM                  |             |
| 2. | Черноклювая гагара Gavia immer Семейство:Гагаровые    | OM                  |             |

## Поганкообразные
| №  | Вид                                                          | Характер пребывания | Изображение |
| -- | ------------------------------------------------------------ | ------------------- | ----------- |
| 3. | Каролинская поганка Podilymbus podiceps Семейство:Поганковые | UM                  |             |
| 4. | Красношейная поганка Podiceps auritus Семейство:Поганковые   | OM                  |             |

## Буревестникообразные
| №  | Вид                                                        | Характер пребывания | Изображение |
| -- | ---------------------------------------------------------- | ------------------- | ----------- |
| 5. | Мадейрская качурка Oceanodroma castro Семейство:Качурковые | XM                  |             |

## Пеликанообразные
| №  | Вид                                                                        | Характер пребывания | Изображение |
| -- | -------------------------------------------------------------------------- | ------------------- | ----------- |
| 6. | Американский белый пеликан Pelecanus erythrorhynchos Семейство:Пеликановые | XM                  |             |
| 7. | Ушастый баклан Phalacrocorax auritus Семейство:Баклановые                  | XM                  |             |

## Аистообразные
| №   | Вид                                                                              | Характер пребывания | Изображение |
| --- | -------------------------------------------------------------------------------- | ------------------- | ----------- |
| 8.  | Американская выпь Botaurus lentiginosus Семейство:Цаплевые                       | OM                  |             |
| 9.  | Большая голубая цапля Ardea herodias Семейство:Цаплевые Примечание:сс            | UR                  |             |
| 10. | Большая белая цапля Ardea alba Семейство:Цаплевые                                | OM                  |             |
| 11. | Малая голубая цапля Egretta caerulea Семейство:Цаплевые                          | OM                  |             |
| 12. | Американская зелёная кваква Butorides virescens Семейство:Цаплевые Примечание:cc | US                  |             |
| 13. | Обыкновенная кваква Nycticorax nycticorax Семейство:Цаплевые                     | XS                  |             |
| 14. | Желтоголовая кваква Nyctanassa violacea Семейство:Цаплевые                       | XS                  |             |

## Гусеобразные
| №   | Вид                                                                     | Характер пребывания | Изображение |
| --- | ----------------------------------------------------------------------- | ------------------- | ----------- |
| 15. | Белый гусь Chen caerulescens Семейство:Утиные                           | XM                  |             |
| 16. | Чёрная казарка Branta bernicla Семейство:Утиные                         | XM                  |             |
| 17. | Канадская казарка Branta canadensis Семейство:Утиные                    | UR                  |             |
| 18. | Каролинская утка Aix sponsa Семейство:Утиные Примечание:сс              | OR                  |             |
| 19. | Зеленокрылый чирок Anas carolinensis Семейство:Утиные                   | XM                  |             |
| 20. | Американская чёрная кряква Anas rubripes Семейство:Утиные Примечание:сс | UW                  |             |
| 21. | Кряква Anas platyrhynchos Семейство:Утиные Примечание:сс                | UW                  |             |
| 22. | Серая утка Anas strepera Семейство:Утиные Примечание:сс                 | XW                  |             |
| 23. | Шилохвость Anas acuta Семейство:Утиные                                  | XM                  |             |
| 24. | Голубокрылый чирок Anas discors Семейство:Утиные                        | UM, OW              |             |
| 25. | Широконоска Anas clypeata Семейство:Утиные                              | XM                  |             |
| 26. | Американская свиязь Anas americana Семейство:Утиные                     | XM                  |             |
| 27. | Американский красноголовый нырок Aythya americana Семейство:Утиные      | XW                  |             |
| 28. | Ошейниковая чернеть Aythya collaris Семейство:Утиные Примечание:сс      | UW                  |             |
| 29. | Малая морская чернеть Aythya affinis Семейство:Утиные                   | XM                  |             |
| 30. | Каменушка Histrionicus histrionicus Семейство:Утиные                    | XW                  |             |
| 31. | Турпан Melanitta deglandi Семейство:Утиные Примечание:cc                | XW                  |             |
| 32. | Обыкновенный гоголь Bucephala clangula Семейство:Утиные                 | XW                  |             |
| 33. | Малый гоголь Bucephala albeola Семейство:Утиные Примечание:сс           | UW                  |             |
| 34. | Хохлатый крохаль Lophodytes cucullatus Семейство:Утиные Примечание:сс   | UW, XS              |             |
| 35. | Большой крохаль Mergus merganser Семейство:Утиные                       | XW                  |             |
| 36. | Средний крохаль Mergus serrator Семейство:Утиные                        | XM                  |             |
| 37. | Американская савка Oxyura jamaicensis Семейство:Утиные Примечание:сс    | OM                  |             |

## Соколообразные
| №   | Вид                                                                     | Характер пребывания | Изображение |
| --- | ----------------------------------------------------------------------- | ------------------- | ----------- |
| 38. | Скопа Pandion haliaetus Семейство:Скопиные                              | UM                  |             |
| 39. | Ласточковый коршун Elanoides forficatus Семейство:Ястребиные            | XS                  |             |
| 40. | Сизый коршун Ictinia mississippiensis Семейство:Ястребиные              | XM                  |             |
| 41. | Белоголовый орлан Haliaeetus leucocephalus Семейство:Ястребиные         | UMR                 |             |
| 42. | Полевой лунь Circus cyaneus Семейство:Ястребиные                        | UMW                 |             |
| 43. | Полосатый ястреб Accipiter striatus Семейство:Ястребиные                | UMW                 |             |
| 44. | Кубинский ястреб Accipiter cooperii Семейство:Ястребиные                | UMW                 |             |
| 45. | Ястреб-тетеревятник Accipiter gentilis Семейство:Ястребиные             | XM                  |             |
| 46. | Красноплечий канюк Buteo lineatus Семейство:Ястребиные                  | OMW, US             |             |
| 47. | Ширококрылый канюк Buteo platypterus Семейство:Ястребиные               | FS, CM              |             |
| 48. | Краснохвостый сарыч Buteo jamaicensis Семейство:Ястребиные              | UR                  |             |
| 49. | Беркут Aquila chrysaetos Семейство:Ястребиные Примечание:cc             | XMW                 |             |
| 50. | Воробьиная пустельга Falco sparverius Семейство:Соколиные Примечание:cc | UR                  |             |
| 51. | Дербник Falco columbarius Семейство:Соколиные                           | XMS                 |             |
| 52. | Сапсан Falco peregrinus Семейство:Соколиные Примечание:ri               | OWM, US             |             |

## Курообразные
| №   | Вид                                                                                     | Характер пребывания | Изображение |
| --- | --------------------------------------------------------------------------------------- | ------------------- | ----------- |
| 53. | Воротничковый рябчик Bonasa umbellus Семейство:Фазановые                                | FR                  |             |
| 54. | Индейка Meleagris gallopavo Семейство:Фазановые Примечание:cc                           | FR                  |             |
| 55. | Виргинская американская куропатка Colinus virginianus Семейство:Зубчатоклювые куропатки | UR                  |             |

## Журавлеобразные
| №   | Вид                                                                   | Характер пребывания | Изображение |
| --- | --------------------------------------------------------------------- | ------------------- | ----------- |
| 56. | Королевский пастушок Rallus elegans Семейство:Пастушковые             | XMS                 |             |
| 57. | Центральноамериканский пастушок Rallus limicola Семейство:Пастушковые | XM                  |             |
| 58. | Каролинский погоныш Porzana carolina Семейство:Пастушковые            | OM                  |             |
| 59. | Камышница Gallinula chloropus Семейство:Пастушковые                   | XM                  |             |
| 60. | Американская лысуха Fulica americana Семейство:Пастушковые            | XMWS                |             |
| 61. | Канадский журавль Grus canadensis Семейство:Журавлиные                | XM                  |             |

## Аистообразные
| №   | Вид                                                                                     | Характер пребывания | Изображение |
| --- | --------------------------------------------------------------------------------------- | ------------------- | ----------- |
| 62. | Американская чёрная катарта Coragyps atratus Семейство:Американские грифы Примечание:сс | FR                  |             |
| 63. | Гриф-индейка Cathartes aura Семейство:Американские грифы Примечание:сс                  | CR                  |             |

## Ржанкообразные
| №   | Вид                                                                                        | Характер пребывания | Изображение |
| --- | ------------------------------------------------------------------------------------------ | ------------------- | ----------- |
| 64. | Бурокрылая ржанка Pluvialis dominica Семейство:Ржанковые                                   | XM                  |             |
| 65. | Перепончатопалый галстучник Charadrius semipalmatus Семейство:Ржанковые Примечание:сс      | OM                  |             |
| 66. | Крикливый зуёк Charadrius vociferus Семейство:Ржанковые Примечание:сс                      | UR                  |             |
| 67. | Пёстрый улит Tringa melanoleuca Семейство:Бекасовые                                        | OM                  |             |
| 68. | Желтоногий улит Tringa flavipes Семейство:Бекасовые                                        | XM                  |             |
| 69. | Улит-отшельник Tringa solitaria Семейство:Бекасовые                                        | UM                  |             |
| 70. | Перепончатопалый улит Tringa semipalmata Семейство:Бекасовые                               | XM                  |             |
| 71. | Пятнистый перевозчик Actitis macularius Семейство:Бекасовые                                | UM                  |             |
| 72. | Песочник-крошка Calidris minutilla Семейство:Бекасовые Примечание:cc                       | OM                  |             |
| 73. | Турухтан Philomachus pugnax Семейство:Бекасовые                                            | XM                  |             |
| 74. | Короткоклювый американский бекасовидный веретенник Limnodromus griseus Семейство:Бекасовые | XM                  |             |
| 75. | Бекас Gallinago gallinago Семейство:Бекасовые Примечание:cc                                | UMW                 |             |
| 76. | Американский вальдшнеп Scolopax minor Семейство:Бекасовые                                  | UR                  |             |
| 77. | Круглоносый плавунчик Phalaropus lobatus Семейство:Бекасовые                               | XM                  |             |
| 78. | Плосконосый плавунчик Phalaropus fulicarius Семейство:Бекасовые                            | XW                  |             |
| 79. | Ацтекская чайка Leucophaeus atricilla Семейство:Чайковые                                   | XM                  |             |
| 80. | Бонапартова чайка Chroicocephalus philadelphia Семейство:Чайковые                          | XM                  |             |
| 81. | Делавэрская чайка Larus delawarensis Семейство:Чайковые                                    | OMW                 |             |
| 82. | Американская серебристая чайка Larus delawarensis Семейство:Чайковые                       | XW                  |             |
| 83. | Тёмная крачка Onychoprion fuscatus Семейство:Крачковые                                     | XS                  |             |

## Голубеобразные
| №   | Вид                                                                 | Характер пребывания | Изображение |
| --- | ------------------------------------------------------------------- | ------------------- | ----------- |
| 84. | Сизый голубь Columba livia Семейство:Голубиные                      | OM                  |             |
| 85. | Плачущая горлица Zenaida macroura Семейство:Голубиные Примечание:сс | CR                  |             |

## Кукушкообразные
| №   | Вид                                                               | Характер пребывания | Изображение |
| --- | ----------------------------------------------------------------- | ------------------- | ----------- |
| 86. | Черноклювая кукушка Coccyzus erythropthalmus Семейство:Кукушковые | US                  |             |
| 87. | Желтоклювая кукушка Coccyzus americanus Семейство:Кукушковые      | FS                  |             |

## Совообразные
| №   | Вид                                                                                               | Характер пребывания | Изображение |
| --- | ------------------------------------------------------------------------------------------------- | ------------------- | ----------- |
| 88. | Обыкновенная сипуха Tyto alba Семейство:Сипуховые Примечание:Ранее, в настоящее время отсутствует | OR                  |             |
| 89. | Ушастая сова Asio otus Семейство:Совиные                                                          | XW                  |             |
| 90. | Болотная сова Asio flammeus Семейство:Совиные                                                     | XW                  |             |
| 91. | Североамериканская совка Megascops asio Семейство:Совиные                                         | FR                  |             |
| 92. | Виргинский филин Bubo virginianus Семейство:Совиные                                               | UR                  |             |
| 93. | Пёстрая неясыть Strix varia Семейство:Совиные                                                     | FR                  |             |
| 94. | Североамериканский мохноногий сыч Aegolius acadicus Семейство:Совиные Примечание:he               | FR                  |             |

## Козодоеобразные
| №   | Вид                                                                        | Характер пребывания | Изображение |
| --- | -------------------------------------------------------------------------- | ------------------- | ----------- |
| 95. | Виргинский сумеречный козодой Chordeiles minor Семейство:Настоящие козодои | UM                  |             |
| 96. | Каролинский козодой Caprimulgus carolinensis Семейство:Настоящие козодои   | US                  |             |
| 97. | Жалобный козодой Caprimulgus vociferus Семейство:Настоящие козодои         | FS                  |             |

## Стрижеобразные
| №   | Вид                                                           | Характер пребывания | Изображение |
| --- | ------------------------------------------------------------- | ------------------- | ----------- |
| 98. | Дымчатый иглохвост Chaetura pelagica Семейство:Стрижиные      | CS                  |             |
| 99. | Рубиновогорлый колибри Archilochus colubris Семейство:Колибри | FS, CM-осень        |             |

## Ракшеобразные
| №    | Вид                                                              | Характер пребывания | Изображение |
| ---- | ---------------------------------------------------------------- | ------------------- | ----------- |
| 100. | Опоясанный пегий зимородок Megaceryle alcyon Семейство:Cerylidae | FR                  |             |

## Дятлообразные
| №    | Вид                                                                                   | Характер пребывания | Изображение |
| ---- | ------------------------------------------------------------------------------------- | ------------------- | ----------- |
| 101. | Красноголовый меланерпес Melanerpes erythrocephalus Семейство:Дятловые Примечание:cc  | OR                  |             |
| 102. | Каролинский меланерпес Melanerpes carolinus Семейство:Дятловые                        | FR                  |             |
| 103. | Желтобрюхий дятел-сосун Sphyrapicus varius Семейство:Дятловые                         | US, FW              |             |
| 104. | Пушистый дятел Picoides pubescens Семейство:Дятловые                                  | FR                  |             |
| 105. | Волосатый дятел Picoides villosus Семейство:Дятловые                                  | FR                  |             |
| 106. | Кокардовый дятел Picoides borealis Семейство:Дятловые Примечание:Более не встречается | OR                  |             |
| 107. | Золотой шилоклювый дятел Colaptes auratus Семейство:Дятловые                          | FR                  |             |
| 108. | Хохлатая желна Dryocopus pileatus Семейство:Дятловые                                  | FR                  |             |

## Воробьинообразные

### Тиранновые
| №    | Вид                                                                                     | Характер пребывания | Изображение |
| ---- | --------------------------------------------------------------------------------------- | ------------------- | ----------- |
| 109. | Сосновый пиви Contopus cooperi Семейство:Тиранновые Примечание:he                       | OS                  |             |
| 110. | Восточный пиви Contopus virens Семейство:Тиранновые                                     | CS                  |             |
| 111. | Восточный эмпидонакс Empidonax virescens Семейство:Тиранновые                           | CS                  |             |
| 112. | Лесной эмпидонакс Empidonax alnorum Семейство:Тиранновые                                | OM, XS              |             |
| 113. | Эмпидонакс Трейла Empidonax traillii Семейство:Тиранновые                               | OS                  |             |
| 114. | Малый эмпидонакс Empidonax minimus Семейство:Тиранновые                                 | US                  |             |
| 115. | Восточный феб Sayornis phoebe Семейство:Тиранновые                                      | CR (UW)             |             |
| 116. | Хохлатый желтобрюхий тиранн Myiarchus crinitus Семейство:Тиранновые                     | FS                  |             |
| 117. | Западный кололевский тиранн Tyrannus verticalis Семейство:Тиранновые                    | XM                  |             |
| 118. | Восточный королевский тиранн Tyrannus tyrannus Семейство:Тиранновые Примечание:cc       | FS                  |             |
| 119. | Длиннохвостый королевский тиранн Tyrannus forficatus Семейство:Тиранновые Примечание:cc | XM                  |             |

### Жаворонковые
| №    | Вид                                                                         | Характер пребывания | Изображение |
| ---- | --------------------------------------------------------------------------- | ------------------- | ----------- |
| 120. | Рогатый жаворонок Eremophila alpestris Семейство:Жаворонковые Примечание:cc | OMW                 |             |

### Ласточковые
| №    | Вид                                                                       | Характер пребывания | Изображение |
| ---- | ------------------------------------------------------------------------- | ------------------- | ----------- |
| 121. | Пурпурная лесная ласточка Progne subis Семейство:Ласточковые              | US                  |             |
| 122. | Древесная американская ласточка Tachycineta bicolor Семейство:Ласточковые | OMS                 |             |
| 123. | Stelgidopteryx serripennis Семейство:Ласточковые                          | FS                  |             |
| 124. | Береговушка Riparia riparia Семейство:Ласточковые                         | OM                  |             |
| 125. | Белолобая горная ласточка Petrochelidon pyrrhonota Семейство:Ласточковые  | UM                  |             |
| 126. | Деревенская ласточка Hirundo rustica Семейство:Ласточковые                | CS                  |             |

### Сорокопутовые
| №    | Вид                                                                          | Характер пребывания | Изображение |
| ---- | ---------------------------------------------------------------------------- | ------------------- | ----------- |
| 127. | Американский жулан Lanius ludovicianus Семейство:Сорокопутовые Примечание:cc | OM                  |             |

### Виреоновые
| №    | Вид                                                                    | Характер пребывания | Изображение |
| ---- | ---------------------------------------------------------------------- | ------------------- | ----------- |
| 128. | Белоглазый виреон Vireo griseus Семейство:Виреоновые                   | FS                  |             |
| 129. | Сероголовый виреон Vireo solitarius Семейство:Виреоновые Примечание:he | CS                  |             |
| 130. | Сероголовый виреон Vireo flavifrons Семейство:Виреоновые               | CS                  |             |
| 131. | Поющий виреон Vireo gilvus Семейство:Виреоновые                        | OS                  |             |
| 132. | Тонкоклювый виреон Vireo philadelphicus Семейство:Виреоновые           | OM                  |             |
| 133. | Красноглазый виреон Vireo olivaceus Семейство:Виреоновые               | AS                  |             |

### Врановые
| №    | Вид                                                         | Характер пребывания | Изображение |
| ---- | ----------------------------------------------------------- | ------------------- | ----------- |
| 134. | Голубая сойка Cyanocitta cristata Семейство:Врановые        | CR                  |             |
| 135. | Американский ворон Corvus brachyrhynchos Семейство:Врановые | CR                  |             |
| 136. | Ворон Corvus corax Семейство:Врановые Примечание: he        | FR                  |             |

### Синицевые
| №    | Вид                                                                          | Характер пребывания | Изображение |
| ---- | ---------------------------------------------------------------------------- | ------------------- | ----------- |
| 137. | Каролинская гаичка Poecile carolinensis Семейство:Синицевые                  | CR                  |             |
| 138. | Черношапочная гаичка Poecile atricapillus Семейство:Синицевые Примечание: he | FR                  |             |
| 139. | Острохохлая синица Baeolophus bicolor Семейство:Синицевые                    | CR                  |             |

### Поползневые
| №    | Вид                                                                      | Характер пребывания | Изображение |
| ---- | ------------------------------------------------------------------------ | ------------------- | ----------- |
| 140. | Канадский поползень Sitta canadensis Семейство:Поползневые Примечание:he | CR                  |             |
| 141. | Каролинский поползень Sitta carolinensis Семейство:Поползневые           | FR                  |             |

### Пищуховые
| №    | Вид                                                                     | Характер пребывания | Изображение |
| ---- | ----------------------------------------------------------------------- | ------------------- | ----------- |
| 142. | Американская пищуха Certhia americana Семейство:Пищуховые Примечание:he | FR                  |             |

### Крапивниковые
| №    | Вид                                                                                            | Характер пребывания | Изображение |
| ---- | ---------------------------------------------------------------------------------------------- | ------------------- | ----------- |
| 143. | Каролинский кустарниковый крапивник Thryothorus ludovicianus Семейство:Крапивниковые           | CR                  |             |
| 144. | Длиннохвостый крапивник Бьюика Thryomanes bewickii Семейство:Крапивниковые Примечание:Ранее OR | XR                  |             |
| 145. | Домовый крапивник Troglodytes aedon Семейство:Крапивниковые                                    | OR, FM              |             |
| 146. | Крапивник Troglodytes hiemalis Семейство:Крапивниковые Примечание:he                           | CR                  |             |
| 147. | Травяной короткоклювый крапивник Cistothorus platensis Семейство:Крапивниковые                 | OM                  |             |
| 148. | Болотный крапивник Cistothorus palustris Семейство:Крапивниковые                               | OM                  |             |

### Корольковые
| №    | Вид                                                                       | Характер пребывания | Изображение |
| ---- | ------------------------------------------------------------------------- | ------------------- | ----------- |
| 149. | Золотоголовый королёк Regulus satrapa Семейство:Корольковые Примечание:he | CR                  |             |
| 150. | Рубиновоголовый королёк Regulus calendula Семейство:Корольковые           | FMW                 |             |

### Комароловы
| №    | Вид                                                          | Характер пребывания | Изображение |
| ---- | ------------------------------------------------------------ | ------------------- | ----------- |
| 151. | Голубая комароловка Polioptila caerulea Семейство:Комароловы | CS                  |             |

### Дроздовые
| №    | Вид                                                                             | Характер пребывания | Изображение |
| ---- | ------------------------------------------------------------------------------- | ------------------- | ----------- |
| 152. | Восточная сиалия Sialia sialis Семейство:Дроздовые Примечание:cc                | FR                  |             |
| 153. | Бурый короткоклювый дрозд Catharus fuscescens Семейство:Дроздовые Примечание:he | CS                  |             |
| 154. | Малый дрозд Catharus minimus Семейство:Дроздовые                                | FM                  |             |
| 155. | Свэнсонов дрозд Catharus ustulatus Семейство:Дроздовые                          | CM, OS              |             |
| 156. | Дрозд-отшельник Catharus guttatus Семейство:Дроздовые                           | FW, US              |             |
| 157. | Лесной дрозд Hylocichla mustelina Семейство:Дроздовые                           | CS                  |             |
| 158. | Странствующий дрозд Turdus migratorius Семейство:Дроздовые                      | FRCM                |             |

### Пересмешниковые
| №    | Вид                                                                               | Характер пребывания | Изображение |
| ---- | --------------------------------------------------------------------------------- | ------------------- | ----------- |
| 159. | Кошачий пересмешник Dumetella carolinensis Семейство:Пересмешниковые              | FS, OW              |             |
| 160. | Североамериканский певчий пересмешник Mimus polyglottos Семейство:Пересмешниковые | UR                  |             |
| 161. | Коричневый пересмешник Toxostoma rufum Семейство:Пересмешниковые                  | FS, UW              |             |

### Скворцовые
| №    | Вид                                                        | Характер пребывания | Изображение |
| ---- | ---------------------------------------------------------- | ------------------- | ----------- |
| 162. | Обыкновенный скворец Sturnus vulgaris Семейство:Скворцовые | CR                  |             |

### Трясогузковые
| №    | Вид                                                    | Характер пребывания | Изображение |
| ---- | ------------------------------------------------------ | ------------------- | ----------- |
| 163. | Горный конёк Anthus spinoletta Семейство:Трясогузковые | OMW                 |             |

### Свиристелевые
| №    | Вид                                                                 | Характер пребывания | Изображение |
| ---- | ------------------------------------------------------------------- | ------------------- | ----------- |
| 164. | Американский свиристель Bombycilla cedrorum Семейство:Свиристелевые | FR                  |             |

### Древесницевые
| №    | Вид                                                                                     | Характер пребывания    | Изображение |
| ---- | --------------------------------------------------------------------------------------- | ---------------------- | ----------- |
| 165. | Синекрылый пеночковый певун Vermivora cyanoptera Семейство:Древесницевые                | FM                     |             |
| 166. | Золотокрылый пеночковый певун Vermivora chrysoptera Семейство:Древесницевые             | OS                     |             |
| 167. | Зелёный пеночковый певун Oreothlypis peregrina Семейство:Древесницевые                  | CM                     |             |
| 168. | Оранжевоголовый пеночковый певун Vermivora celata Семейство:Древесницевые               | OMW                    |             |
| 169. | Красношапочный пеночковый певун Vermivora ruficapilla Семейство:Древесницевые           | FM                     |             |
| 170. | Белоглазая парула Parula americana Семейство:Древесницевые                              | FS                     |             |
| 171. | Жёлтая древесница Dendroica petechia Семейство:Древесницевые                            | FS                     |             |
| 172. | Желтошапочный лесной певун Dendroica pensylvanica Семейство:Древесницевые Примечание:he | CS                     |             |
| 173. | Магнолиевый лесной певун Dendroica magnolia Семейство:Древесницевые                     | CM                     |             |
| 174. | Тигровый лесной певун Dendroica tigrina Семейство:Древесницевые                         | FM                     |             |
| 175. | Синеспинный лесной певун Dendroica caerulescens Семейство:Древесницевые Примечание:he   | CS                     |             |
| 176. | Миртовый лесной певун Dendroica coronata Семейство:Древесницевые                        | A-CMW                  |             |
| 177. | Зелёный лесной певун Dendroica virens Семейство:Древесницевые                           | AS                     |             |
| 178. | Еловый лесной певун Dendroica fusca Семейство:Древесницевые                             | FS                     |             |
| 179. | Желтогорлый лесной певун Dendroica dominica Семейство:Древесницевые                     | FS                     |             |
| 180. | Сосновый лесной певун Dendroica pinus Семейство:Древесницевые                           | FS, OW                 |             |
| 181. | Прерийный лесной певун Dendroica discolor Семейство:Древесницевые                       | US                     |             |
| 182. | Пальмовый лесной певун Dendroica palmarum Семейство:Древесницевые                       | FM, OW                 |             |
| 183. | Каштановый лесной певун Dendroica castanea Семейство:Древесницевые                      | FM                     |             |
| 184. | Пестрогрудый лесной певун Dendroica striata Семейство:Древесницевые                     | FM (весна), OM (осень) |             |
| 185. | Голубой лесной певун Dendroica cerulea Семейство:Древесницевые                          | FMOS                   |             |
| 186. | Пегий певун Mniotilta varia Семейство:Древесницевые                                     | CS                     |             |
| 187. | Американская горихвостка Setophaga ruticilla Семейство:Древесницевые                    | FS                     |             |
| 188. | Лимонный певун Protonotaria citrea Семейство:Древесницевые                              | OMXS                   |             |
| 189. | Малый певун-барсучок Helmitheros vermivorum Семейство:Древесницевые                     | FS                     |             |
| 190. | Большой певун-барсучок Limnothlypis swainsonii Семейство:Древесницевые                  | US                     |             |
| 191. | Золотоголовый дроздовый певун Seiurus aurocapilla Семейство:Древесницевые               | AS                     |             |
| 192. | Речной певун Parkesia noveboracensis Семейство:Древесницевые                            | OM                     |             |
| 193. | Белобровый дроздовый певун Parkesia motacilla Семейство:Древесницевые                   | CS                     |             |
| 194. | Кентуккский масковый певун Oporornis formosus Семейство:Древесницевые                   | US                     |             |
| 195. | Очковый масковый певун Oporornis agilis Семейство:Древесницевые                         | OM                     |             |
| 196. | Сероголовый масковый певун Oporornis philadelphia Семейство:Древесницевые               | XM                     |             |
| 197. | Желтогорлый певун Geothlypis trichas Семейство:Древесницевые                            | FS                     |             |
| 198. | Капюшонная вильсония Wilsonia citrina Семейство:Древесницевые                           | CS                     |             |
| 199. | Малая вильсония Wilsonia pusilla Семейство:Древесницевые                                | OM                     |             |
| 200. | Канадская вильсония Wilsonia canadensis Семейство:Древесницевые                         | CS                     |             |
| 201. | Иктерия Icteria virens Семейство:Древесницевые Примечание:cc                            | FS                     |             |

### Овсянковые
| №    | Вид                                                                              | Характер пребывания | Изображение |
| ---- | -------------------------------------------------------------------------------- | ------------------- | ----------- |
| 202. | Пуночка Plectrophenax nivalis Семейство:Овсянковые Примечание:he                 | XW                  |             |
| 203. | Красноглазый тауи Pipilo erythrophthalmus Семейство:Овсянковые                   | CR                  |             |
| 204. | Сосновая аимофила Peucaea aestivalis Семейство:Овсянковые Примечание: ранее OS   | XS                  |             |
| 205. | Обыкновенная воробьиная овсянка Spizella passerina Семейство:Овсянковые          | CS                  |             |
| 206. | Малая воробьиная овсянка Spizella pusilla Семейство:Овсянковые                   | CR                  |             |
| 207. | Вечерняя овсянка Pooecetes gramineus Семейство:Овсянковые Примечание:cc          | UM, OS              |             |
| 208. | Хондеста Chondestes grammacus Семейство:Овсянковые Примечание:cc                 | XS                  |             |
| 209. | Passerculus sandwichensis Семейство:Овсянковые Примечание:cc                     | UMW                 |             |
| 210. | Саванная овсянка Ammodramus savannarum Семейство:Овсянковые Примечание:cc        | OSM                 |             |
| 211. | Саванная овсянка Хэнслоу Ammodramus henslowii Семейство:Овсянковые               | OM, XS              |             |
| 212. | Луговая саванная овсянка Ammodramus leconteii Семейство:Овсянковые Примечание:cc | XMW                 |             |
| 213. | Пестрогрудая овсянка Passerella iliaca Семейство:Овсянковые                      | OFW                 |             |
| 214. | Певчая зонотрихия Melospiza melodia Семейство:Овсянковые                         | CR                  |             |
| 215. | Воробей Линкольна Melospiza lincolnii Семейство:Овсянковые                       | OM                  |             |
| 216. | Болотный воробей Melospiza georgiana Семейство:Овсянковые                        | FW                  |             |
| 217. | Белошейная зонотрихия Zonotrichia albicollis Семейство:Овсянковые                | CAW                 |             |
| 218. | Белоголовая зонотрихия Zonotrichia leucophrys Семейство:Овсянковые               | OMOW                |             |
| 219. | Серый юнко Junco hyemalis Семейство:Овсянковые Примечание:he                     | AR                  |             |

### Кардиналовые
| №    | Вид                                                                                  | Характер пребывания | Изображение |
| ---- | ------------------------------------------------------------------------------------ | ------------------- | ----------- |
| 220. | Красный кардинал Cardinalis cardinalis Семейство:Кардиналовые                        | CR                  |             |
| 221. | Красногрудый кардинал Pheucticus ludovicianus Семейство:Кардиналовые Примечание:he   | FS                  |             |
| 222. | Голубая гуирака Passerina caerulea Семейство:Кардиналовые Примечание:cc              | OM, OS              |             |
| 223. | Индиговый овсянковый кардинал Passerina cyanea Семейство:Кардиналовые                | C-AS                |             |
| 224. | Американская спиза Spiza americana Семейство:Кардиналовые Примечание:cc (XW), he(OM) | XW, OM              |             |
| 225. | Алая пиранга Piranga rubra Семейство:Кардиналовые                                    | US                  |             |
| 226. | Красно-чёрная пиранга Piranga olivacea Семейство:Кардиналовые                        | CS                  |             |

### Трупиаловые
| №    | Вид                                                                                 | Характер пребывания | Изображение |
| ---- | ----------------------------------------------------------------------------------- | ------------------- | ----------- |
| 227. | Рисовая птица Dolichonyx oryzivorus Семейство:Трупиаловые Примечание:cc             | UM                  |             |
| 228. | Красноплечий чёрный трупиал Agelaius phoeniceus Семейство:Трупиаловые Примечание:cc | FM, CS, UW          |             |
| 229. | Восточный луговой трупиал Sturnella magna Семейство:Трупиаловые Примечание:cc       | CR                  |             |
| 230. | Желтоголовый трупиал Xanthocephalus xanthocephalus Семейство:Трупиаловые            | XM                  |             |
| 231. | Ржавчатый малый трупиал Euphagus carolinus Семейство:Трупиаловые                    | UM, OW              |             |
| 232. | Блестящий малый трупиал Euphagus cyanocephalus Семейство:Трупиаловые                | XM                  |             |
| 233. | Обыкновенный гракл Quiscalus quiscula Семейство:Трупиаловые                         | FS, UW              |             |
| 234. | Буроголовый коровий трупиал Molothrus ater Семейство:Трупиаловые                    | FM, FR              |             |
| 235. | Садовый цветной трупиал Icterus spurius Семейство:Трупиаловые                       | UM, US              |             |
| 236. | Балтиморский цветной трупиал Icterus galbula Семейство:Трупиаловые Примечание:cc    | UM, OS              |             |

### Вьюрковые
| №    | Вид                                                                                                  | Характер пребывания | Изображение |
| ---- | --- | ------------------- | ----------- |
| 237. | Пурпурная чечевица Carpodacus purpureus Семейство:Вьюрковые                                          | U-FW                |             |
| 238. | Мексиканская чечевица Carpodacus mexicanus Семейство:Вьюрковые                                       | UR                  |             |
| 239. | Клёст-еловик Loxia curvirostra Семейство:Вьюрковые Примечание:he (нерегулярно)                       | UR                  |             |
| 240. | Белокрылый клёст Loxia leucoptera Семейство:Вьюрковые                                                | XW                  |             |
| 241. | Чечётка Carduelis flammea Семейство:Вьюрковые                                                        | XW                  |             |
| 242. | Сосновый чиж Carduelis pinus Семейство:Вьюрковые Примечание: нерегулярно                             | US, U-CW            |             |
| 243. | Американский щегол Carduelis tristis Семейство:Вьюрковые                                             | FR                  |             |
| 244. | Вечерний американский дубонос Coccothraustes vespertinus Семейство:Вьюрковые Примечание: нерегулярно | U-CW                |             |

### Воробьиные
| №    | Вид                                                    | Характер пребывания | Изображение |
| ---- | ------------------------------------------------------ | ------------------- | ----------- |
| 245. | Домовый воробей Passer domesticus Семейство:Воробьиные | UR                  |             |